# 李善均
李善均（韓語：이선균，1975年3月2日—2023年12月27日），韓國男演員，因出演多部電影及電視劇而聞名。

## 演藝簡歷
李善均自音樂界開始了演藝生涯，2001年出演MBC情境喜劇《戀人們》正式出道，2005年參演電視劇《泰陵國民村》首次與導演李允贞合作，此後两人合作多部作品，包括《咖啡王子1號店》、《白色巨塔》、《Pasta》、《黃金時刻》和《我的大叔》等作品，其中凭借《白色巨塔》獲得第43屆百想藝術大獎電視類最佳新人男演員提名。
在大銀幕上，他因在《坡州》中的表現而獲得第11屆西班牙大加那利島拉斯帕爾馬斯國際電影節最佳男主角獎。此外，他與導演洪常秀合作过《夜與日》、《大木的電影》和《無人的女兒海媛》等電影作品。2014年，凭借動作電影《走到盡頭》獲得第51屆百想藝術大獎電影類最佳男演員獎。2019年，李善均主演奉俊昊執導的《寄生上流》，並與其他演員一同贏得美國演員工會獎最佳電影卡司及多項獎項。

## 個人生活
李善均於2009年5月23日與交往七年的女友演員田慧振結婚，两人的長子於2009年出生，次子於2011年出生。

### 被控涉毒
2023年10月20日，李善均经纪公司证实其为此前媒体报道中被警方以涉嫌吸毒进行立案前调查的L某，声明中称目前仍在确认相关疑惑的事实关系，李善均将诚实接受警方的调查。此外，声明中亦透露李善均被该案关联的某人士持续地恐吓与威胁。仁川警察厅毒品犯罪调查科于10月19日向媒体透露，在以娱乐场所为中心展开毒品犯罪调查的过程中，掌握了艺人吸毒的情报，目前正以涉嫌违反毒品类管理相关法律对包括40余岁男演员L某在内的8人展开立案前调查。韩国媒体指出L某为40余岁持续活跃于电影与电视剧领域的主演级顶级演员，2001年藉MBC情景剧出道。受此影响，李善均代言的广告纷纷被厂商撤换，业内人士透露其将退出即将开拍的新剧《無路可走：輪盤賭》，而由其主演并已结束拍摄的电影《Silence》《幸福的國家》片方则持观望态度。
韩国警方于10月21日以涉嫌违反毒品类管理相关法律正式将李善均列为嫌疑者进行刑事立案调查，除非法使用大麻（대마）外，警方另外追加非法使用精神藥物（향정신성의약품）的嫌疑。警方表示，李善均通过熟人介绍认识娱乐会所的从业人员A某，自2023年初起在A某住宅多次吸食大麻等违禁毒品。后续，李善均在第一、二次警方传唤中表示，自己被A某所骗，在不知情的情况下吸食了毒品。同时，A某在出庭受審时，其辯護律師表示李善均並非不知情，“他並不知道自己使用的是毒品”。而李善均此前曾接受的尿液简易检测、毛发精密检测结果均呈阴性。
2023年12月23日，李善均在仁川論峴警局接受警方第三次传唤时表示：“希望警方仔细判断我和敲诈者的说法哪一方更可信”，在同意跨夜調查、歷經19個小時的高強度審查后，于24日凌晨5點結束传唤。26日李善均提请警方对其与指控其吸毒的唯一证人进行测谎仪测试，以检验双方陈述的可信度，警方尚研讨此事未做决定。

## 逝世
2023年12月27日上午10点12分，李善均的妻子报警，表示发现李善均遗书并与其失联。同日上午10点30分，韩国警方发现李善均死于首尔鐘路區卧龙公园外的一辆汽车内，并于车内发现煤炭、疑似燒炭自殺，目前警方正在调查其具体死亡情况。12月28日，韩国文化體育觀光部长官柳仁村及多位韩国演艺界人士前往逝者灵堂致哀。出殡仪式于次日在首爾大學醫院以非公开方式举行，经火葬后埋于京畿道广州的三星开发公园墓地。

## 演出作品

### 電視劇
| 年份   | 播出平台  | 劇名                              | 角色         | 備註     |
| 2001年 | MBC       | 戀人們                            |              |          |
| 2003年 | SBS       | 千年之愛                          | 李燮         |          |
| 2003年 | KBS       | Drama City－新娘18歲              |              |          |
| 2004年 | KBS       | Drama City－半透明                |              |          |
| 2005年 | MBC       | 愛情中毒                          | 金泰賢       |          |
| 2005年 | MBC       | 最佳劇場－泰陵選手村              |              |          |
| 2005年 | KBS       | Drama City－戀愛                  |              |          |
| 2005年 | KBS       | Drama City－蝙蝠女的愛情          |              |          |
| 2006年 | KBS       | 逃亡者李斗龍                      | 盧哲基       |          |
| 2006年 | MBC       | 最佳劇場－後 第636回              |              |          |
| 2006年 | MBC       | 白色巨塔                          | 崔道英       |          |
| 2007年 | MBC       | 咖啡王子一號店                    | 崔漢成       |          |
| 2008年 | SBS       | 我的甜美都市                      | 金永洙       |          |
| 2009年 | MBC       | Triple                            | 趙海胤       |          |
| 2010年 | KBS       | Darma Special－我們的愛情有點瘋狂 | 齊東         |          |
| 2010年 | MBC       | Pasta                             | 崔賢旭       |          |
| 2012年 | MBC       | 黃金時刻                          | 李敏宇       |          |
| 2013年 | MBC       | 韓國小姐                          | 金亨俊       |          |
| 2016年 | KBS       | 嫉妒的化身                        | 義大利麵主廚 | 声音出演 |
| 2016年 | JTBC      | 老婆這週要出牆                    | 陶賢宇       |          |
| 2018年 | tvN       | 我的大叔                          | 朴東勳       |          |
| 2019年 | JTBC      | 檢察官內傳                        | 李善雄       |          |
| 2021年 | Apple TV+ |                                   | 高世源       |          |
| 2023年 | SBS       | 法錢                              | 殷勇         |          |

### 電影
| 年份   | 電影名稱             | 角色             | 備註       |
| 2000年 | 瘋子電視劇           | 朴東宇           | 短篇，主演 |
| 2002年 | 走为上策             | 禹正哲           | 友情出演   |
| 2002年 | 驚喜派對             | 真正的金正宇     | 特別出演   |
| 2002年 | 他喜欢的是你         | 博士             | 群演       |
| 2002年 | 反黑奇谋             | 小混混           | 配角       |
| 2003年 | 菊花香氣             | 申醫生           | 群演       |
| 2003年 | 秀秀秀               | 尚哲             | 配角       |
| 2003年 | 生存會議遊戲         |                  | 短篇电影   |
| 2004年 | 順風車               | 男人             | 短篇       |
| 2004年 | 人魚公主             | 道賢             | 配角       |
| 2004年 | 羅密歐點             | 朴宰英           | 配角       |
| 2004年 | 緣分的天梯           | 肉麻情侶中的男人 | 群演       |
| 2005年 | 咖哩飯的故事         |                  | 短篇       |
| 2006年 | 殘酷的上班           | 千滿鎬           | 配角       |
| 2006年 | 客人是王             | 李章吉           |            |
| 2007年 | 我們的社區           | 宰申             |            |
| 2008年 | 夜與日               | 尹慶洙           | 配角       |
| 2008年 | 蘋果                 | 民碩             |            |
| 2008年 | 浪漫岛屿             | 姜載赫           |            |
| 2009年 | 坡州                 | 金重植           |            |
| 2009年 | 過客人生             | 明佑             |            |
| 2010年 | 玉熙的电影           | 南鎮九           |            |
| 2010年 | 吝啬罗曼史           | 正裴             |            |
| 2011年 | 逮捕王               | 鄭義燦           |            |
| 2012年 |                      | 張文浩           |            |
| 2012年 | 我妻子的一切         | 李斗賢           |            |
| 2013年 | 不是任何人女儿的海媛 | 盛俊             |            |
| 2013年 | 我们善熙             | 金文洙           |            |
| 2014年 | 走到尽头             | 高建修           |            |
| 2015年 | 愤怒的律师           | 卞浩成           |            |
| 2017年 | 王的偵探事件簿       | 睿宗             |            |
| 2017年 | 獄火重生：金昌洙     | 高宗             | 友情出演   |
| 2017年 | 美玉                 | 林相勛           |            |
| 2018年 | 90分鐘末日倒數       | 尹智義           |            |
| 2019年 | 寄生上流             | 朴東益           |            |
| 2019年 | 惡霸警察             | 趙必浩           |            |
| 2022年 | 王者制造：选战之狐   | 徐昌大           |            |
| 2022年 | 明明會說話           | 山羊             | 聲音出演   |
| 2023年 | 杀戮罗曼史           | 喬納森·羅        |            |
| 2023年 | 寂噤計畫             | 車正元           |            |
| 2023年 | 鬼夢遊               | 賢洙             |            |
| 2024年 | 幸福的國家           | 朴泰柱           |            |

### 音樂劇
- 2001年：《洛基恐怖秀》
- 2004年：《火爆浪子》

### MV
- 2001年：Lucid Fall《你留在我心裡》
- 2001年：Bijou《沒關係》
- 2007年：SG Wannabe《阿里郎》（與李凡秀、玉珠鉉）
- 2008年：尹健《透过隐藏的时间》
- 2012年：E2RE《深夜的悲傷情歌》（與吳漣序）

## 綜藝節目
- 2019年：《西伯利亞先遣隊》
- 2023年：《非常私人東南亞》

## 音樂作品
- 2007年：《咖啡王子一號店》OST－《Ocean Travel》
- 2007年：《我的甜美都市》OST－《My Sweet Seoul》
- 2008年：《浪漫岛屿（朝鲜语：로맨틱 아일랜드）》OST－《Romantic Christmas》
- 2008年：《Yoon Sang》、《Song Book》송북
- 2010年：《吝啬罗曼史（朝鲜语：쩨쩨한 로맨스）》OST－《袋鼠》

## 獎項榮譽
- 2007年：MBC演技大賞－迷你劇單元「黃金演技賞」
- 2008年：KAA Awards－年度「最佳模特兒大賞」
- 2010年：第11屆西班牙國際電影節－「最佳男主角」（《坡州（朝鲜语：파주 (영화)）》）
- 2010年：MBC演技大賞－最佳螢幕情侶獎（《Pasta》）
- 2010年：KBS演技大賞－獨幕劇特別獎（《我們的愛情有點瘋狂》）
- 2015年：第51屆百想藝術大賞－電影部門男子最優秀演技賞（《走到尽头（朝鲜语：끝까지 간다）》）
- 2018年：第9屆韓國大眾文化藝術獎－總理表彰
- 2019年：新墨西哥影評人協會（New Mexico Film Critics Circle）－最佳整體演出亞軍（《寄生上流》）[32]
- 2019年：波士頓影評人協會－最佳整體演出亞軍[a]（《寄生上流》）[33]
- 2019年：西雅圖影評人協會（英语：Seattle Film Critics Society）－最佳整體演出（《寄生上流》）[34]
- 2019年：女性影評人線上協會（Online Association of Female Film Critics）－最佳整體演出亞軍（《寄生上流》）[35]
- 2020年：哥倫布影評人協會－最佳整體演出（《寄生上流》）[36]
- 2020年：第26屆美國演員工會獎－最佳電影整體演出（英语：Screen Actors Guild Award for Outstanding Performance by a Cast in a Motion Picture）（《寄生上流》）[37]
- 2020年：在線電影與電視協會（Online Film & Television Association）－最佳整體演出（《寄生上流》）[38]
- 2020年：金賽電影獎（英语：Gold Derby Awards）－最佳整體演出（《寄生上流》）[39]
- 2020年：國際電影愛好者協會（英语：International Cinephile Society）－最佳整體演出（《寄生上流》）[40]
- 2020年：克羅魯迪斯獎（英语：Chlotrudis Society for Independent Film）－最佳整體演出（《寄生上流》）[41]
- 2023年：第17届亚洲快闪电影节－卓越电影成就奖[42]
- 2024年：第19届奥斯丁影评人奖（英语：Austin Film Critics Association Awards 2023）－特别奖 (《寄生上流》、《眠》、《寂静》)[43]
- 2024年：第29届釜山国际电影节－终生成就奖[44]

## 外部連結
- EPG
- empas（页面存档备份，存于）
- 李善均的Cyworld（页面存档备份，存于）